# Nealiolus crassipes
Nealiolus crassipes är en stekelart som först beskrevs av Martin 1956.  Nealiolus crassipes ingår i släktet Nealiolus och familjen bracksteklar. Inga underarter finns listade i Catalogue of Life.